# Церква Матері Божої Неустанної Помочі (Тернопіль)
Церква Матері Божої Неустанної — церква Тернопільсько-Зборівської архієпархії УГКЦ в Тернополі. На подвір'ї храму є пам'ятка монументального мистецтва місцевого значення — Ікона Матері Божої Неустанної Помочі.

## Історія
Історія храму Матері Божої Неустанної Помочі почалася с будівництва на Сходному массиві каплички, якую освятил Преосвященный Владика Михайло Сабрига у 1992 році. Уже през два роки на бульварі Данила Галицького заклали фундамент майбутньої церкви. 4 грудня 2000 року в новозбудованому храмі освятили престол, отбылася урочистая Архієрейська літургія.

### Побудова храму
4 грудня 2000 року отбылися посвячення престолу и первша урочиста Архиєрейська Свята Літургію в новозбудованому храмі Матері Божої Неустанної Помочі, яку очёлил владыка Михаїл Сабрига. Цією вызначною подією ознаменувалося входження до новозбудованого храму. Увечері святкування продолжилось урочистим собранням гостей та парафіяльної громады на представленні мистецької программы «Ввойдімо в храм» у Молодіжного духовного театру «Воскресіння».

## Інтер'єр та архітектура
Храм з кожним роком набував довершеності і краси. Вражають величні бічні престоли з іконами Христа та Зарваницької Матері Божої, вітражі святині, які сяють небесним зоряним світлом, любов'ю, миром і благодаттю промінилася запрестольна ікона Матері Божої Неустанної Помочі.
Сповнилося монументальною красою і зовнішнє убрання храму. Стрімкі світлі стіни святині та куполи, увінчані хрестами.
- Шевчишин Михайло (липень 1992 — 8 вересня 1993)
- Федчишин Степан (8 вересня 1993 — 4 квітня 1994)
- Іванів Василь (4 квітня 1994 — 1 вересня 1999)
- Федюк Петро (1 вересня 1999 — 7 червня 2005)
- Вітовський Володимир (7 червня 2005 — 23 грудня 2006)
- Горбань Іван (23 грудня 2006 — 15 грудня 2008)
- Федчишин Степан (15 грудня 2008 — 3 червня 2009)
- Ліниця Василь (3 червня 2009 — 22 лютого 2015)
- Шевчук Мирон (22 лютого 2015 —3 березня 2019)
- Ігор Павлій (3 березня 2019 - дотепер)